# Wilhelm Richter (Maler, 1626)
Wilhelm Richter (geb. 1626 in Weimar; gest. 12. Februar 1702 in Weimar) war ein sachsen-weimarischer Hofmaler.
Bereits sein Vater Christian Richter (1587–1667) war sachsen-weimarischer Hofmaler. Richter war insbesondere in Gotha auf Schloss Friedenstein tätig. So stach er die sog. Schnecke im Welschen Garten 1650, dem heutigen Park an der Ilm, die sich in den Sammlungen der Veste Coburg befindet. Weiterhin zeichnete Richter eine Delineatio des Canals und Fürstlichen Lust-Gartens zu Weimar, den Caspar Merian stach und der zusammen mit Richters Zeichnung in der Sammlung zum Bau der Wilhelmsburg enthalten ist. Richter war auch am Schlossbau zu Weißenfels tätig. Richter zeichnete neben Porträts auch historische und allegorische Landschaften. Von ihm gibt es auch eine Ansicht von der Weimarer Wilhelmsburg.